# Los Boricuas
Los Boricuas (em espanhol, "os porto-riquenhos") foi um grupo de wrestling profissional que se originou na World Wrestling Federation no final dos anos 1990. O nome foi derivado de um apelido popular para o povo porto-riquenho, já que todos os membros do grupo eram oriundos de Porto Rico. Diferentes versões da equipe continuaram a se apresentar em outras promoções, como International Wrestling Association, Dominican Wrestling Entertainment, World Wrestling League e World Wrestling Council.

## História

### World Wrestling Federation (1997–1999)
O grupo foi liderado por Juan Rivera sob seu personagem de Savio Vega. O personagem formou o grupo após ser expulso da Nation of Domination. Eles estrearam na televisão em junho de 1997. O grupo contava com três lutadores de segunda geração na WWF. Miguel Perez, Jr., filho de Miguel Pérez Sr., se juntou ao grupo após passagens pela Extreme Championship Wrestling e pela World Championship Wrestling. José Estrada, Jr. era filho do ex-Campeão dos Pesos-Leves da WWF, José Estrada. Jesús "Huracán" Castillo era filho de Huracán Castillo Sr., que lutou nas décadas de 1960 e 1970. Los Boricuas participaram principalmente de rivalidades com outros grupos, incluindo a Nation of Domination e os Disciples of Apocalypse. Eles derrotaram os Disciples of Apocalypse em uma luta de quartetos no SummerSlam (1997). Vega participou do Royal Rumble (1998). Os outros membros do grupo atacaram Skull dos Disciples of Apocalypse, acreditando que ele fosse Stone Cold Steve Austin. Skull se lesionou e não competiu no Rumble. Os demais membros entraram no ringue e tentaram atacar Austin. Austin eliminou todos os Boricuas que não estavam oficialmente na luta e também eliminou Vega do combate. Mais tarde naquela noite, Los Boricuas atacaram The Undertaker ao lado dos New Age Outlaws para ajudar Shawn Michaels a derrotar Undertaker em uma luta de caixão.
Durante a Battle Royal de duplas na WrestleMania XIV, Los Boricuas participaram com duas duplas (Savio e Miguel, e José e Jesús), lutando também em edições do Raw is War. Vega deixou o grupo em julho e voltou à carreira solo antes de ser demitido em agosto, após sofrer uma lesão no braço durante o torneio Brawl for All. Castillo, ainda membro do grupo, passou a ser usado como jobber no Shotgun. Perez, Castillo e Estrada continuaram atuando como equipe no Raw is War e no Shotgun até outubro de 1998 e competiram no Super Astros até o fim do programa em setembro de 1999, quando os três deixaram a empresa. A última luta do grupo aconteceu no episódio de 29 de agosto do Super Astros, quando Savio Vega retornou à WWF como gerente e os acompanhou em uma vitória sobre Papi Chulo, Pantera e Apolo Dantes. Em 5 de setembro de 1999, Los Boricuas fizeram sua última aparição em um segmento nos bastidores, no último episódio do Super Astros.

### International Wrestling Association (2000, 2001)
Em 2000, todos os três membros, exceto Estrada, lutaram juntos na International Wrestling Association (IWA) em Porto Rico.
Todos os membros dos Los Boricuas, incluindo Vega, se reuniram em 2001 na IWA de Porto Rico, para o show de décimo aniversário da promoção. A empresa contratou Jesús Castillo e realizou uma reunião de uma noite. No evento, os Los Boricuas derrotaram um grupo conhecido como "La Revolución Dominicana" em uma luta de bandeira no mastro.

### Los Autenticos (2002-2009)
De 2002 a 2009, Vega e Perez formaram uma dupla, continuando a trabalhar na IWA Puerto Rico sob o nome de Los Autenticos. Em 29 de novembro de 2008, eles conquistaram o IWA World Tag Team Championship ao derrotarem os Arabians. Eles mantiveram os títulos por apenas 15 dias antes de os desocuparem.

### Reuniões (2013–2024)
Em 1º de julho de 2013, Alejandro Franqui, presidente de uma promoção chamada Perfect Stars Wrestling (PSW), anunciou que seu primeiro evento serviria como uma homenagem aos Los Boricuas. O evento foi agendado para 24 de agosto de 2013 e também apoiaria a SER de Porto Rico, uma organização sem fins lucrativos. Isso foi seguido por uma série de esquetes em que Savio Vega começou a recrutar os membros dos Los Boricuas. No primeiro, lançado em 6 de julho de 2013, ele visitou um surpreso Castillo em uma academia, relembrando alguns momentos da época da WWF. O segundo foi ao ar dois dias depois, mostrando Vega confirmando Castillo para Franqui e entrando em contato por Skype com um igualmente surpreso Estrada, que também confirmou sua presença. Isso marcou a primeira aparição de Estrada relacionada ao wrestling em anos. O segmento final foi publicado em 9 de julho de 2013, e mostrava Pérez entrando aleatoriamente no escritório de Vega e confirmando que se juntaria aos seus companheiros Boricuas. Assim como Estrada, Pérez estava encerrando um longo período de inatividade, fazendo sua primeira aparição em mais de um ano, desde que atuou como presidente da IWA. No entanto, quando a estreia da promoção foi adiada, a homenagem foi cancelada. Em 19 de julho de 2013, os Los Boricuas se juntaram à World Wrestling League (WWL), com todos, exceto Estrada, entrando no elenco da promoção. Na história, eles foram recrutados para rivalizar com os campeões do AAA World Trios Championship, os Los Psycho Circus. O primeiro confronto entre os dois grupos terminou sem vencedor definido, sendo declarado um duplo countout. Em 8 de setembro de 2013, os Los Boricuas derrotaram os Los Psycho Circus.
Em 15 de junho de 2014, Castillo reapareceu na World Wrestling Council, onde se juntou a Pérez. Essa variação foi reconhecida como outra reunião dos Los Boricuas e foi chamada alternativamente de “The Caribbean Express”. No Summer Madness, Pérez e Castillo derrotaram uma equipe conhecida como Los Templarios para conquistar o WWC World Tag Team Championship. Na semana seguinte, Castillo perdeu uma luta individual que possibilitou uma revanche pelos títulos. Em 11 de julho de 2015, a promoção independente New Wrestling Revolution anunciou que outra encarnação dos Los Boricuas, formada por Vega e Pérez, apareceria em um evento chamado Summer Revolution, realizado semanas depois. Atuando como vilões, a dupla foi contratada para uma rivalidade com um grupo conhecido como La Revolución.
Em 4 de abril de 2024, os Los Boricuas se reuniram na edição de 2024 do WrestleCon Mark Hitchcock Memorial Supershow, na 2300 Arena, na Filadélfia, Pensilvânia, ao lado de Nathalya Perez para enfrentar o FBI, formado por Little Guido e Tommy Rich, em parceria com Deonna Purrazzo.

## Legado
O rapper e lutador profissional em meio período Bad Bunny fez referências a dois membros do grupo durante uma aparição no Raw antes da edição de 2023 do Backlash, após a qual Savio Vega simbolicamente o nomeou como o "5º Boricua". O próprio Vega fez várias aparições no evento, entregando a Bad Bunny um "kendo stick Boricua" para sua luta San Juan Street Fight e usando a música de entrada do grupo durante uma segunda intervenção, onde foi acompanhado pela Latino World Order.

## Títulos e prêmios
- Dominican Wrestling Entertainment
  - DWE Tag Team Championship (1 vez) - Vega e Pérez
- International Wrestling Association
  - IWA World Tag Team Championship (7 vezes) - Pérez e Castillo
  - IWA World Tag Team Championship (2 vezes) - Vega e Pérez
- World Wrestling Council
  - WWC World Tag Team Championship (4 vezes) - Pérez e Castillo
  - WWC Caribbean Tag Team Championship (5 vezes) - Pérez e Castillo
  - WWC North American Tag Team Championship (1 vez) - Pérez e Castillo
- Wrestling Observer Newsletter
  - Pior rivalidade do ano (1997) - vs. Disciples of Apocalypse